# Taça de Portugal 1981/82
Die Taça de Portugal 1981/82 war die 42. Austragung des portugiesischen Pokalwettbewerbs. Er wurde vom portugiesischen Fußballverband ausgetragen. Pokalsieger wurde Sporting Lissabon, der sich im Finale gegen Sporting Braga durchsetzte. Da Sporting auch die Meisterschaft gewann und am Europapokal der Landesmeister 1982/83 teilnahm, war der unterlegene Finalist für den Europapokal der Pokalsieger 1982/83 qualifiziert.
Alle Begegnungen wurden in einem Spiel ausgetragen. Bei unentschiedenem Ausgang wurde zur Ermittlung des Siegers eine Verlängerung gespielt. Stand danach kein Sieger fest, wurde das Spiel wiederholt, eventuell mit Verlängerung und Elfmeterschießen.

## Teilnehmende Teams
| Primeira Divisão (16) | Segunda Divisão (48) | Segunda Divisão (48) | Distrikte (3) |
| --- | --- | --- | --- |
| - Académico de Viseu FC - Amora FC - Belenenses Lissabon - Benfica Lissabon - Sporting Braga - Boavista Porto - SC Espinho - GD Estoril Praia - FC Penafiel - Portimonense SC - FC Porto - Rio Ave FC - Sporting Lissabon - União Leiria - Vitória Guimarães - Vitória Setúbal | - Académica de Coimbra - RD Águeda - GC Alcobaça - Amarante FC - FC Barreirense - SC Beira-Mar - Benfica e Castelo Branco - GD Bragança - SL Cartaxo - GD Chaves - CD Cova da Piedade - SC Covilhã - GD da Quimigal Barreiro - O Elvas CAD - CF Esperança Lagos - CF Estrela Amadora - AD Fafe - FC Famalicão - SC Farense - CD Feirense - Gil Vicente FC - AD Guarda - Juventude Évora - Leça FC              | - Leixões SC - Lusitano GC Évora - SC Lusitânia - Marítimo Funchal - CD Montijo - Nacional Funchal - GD Nazarenos - Neves FC - Oliveira do Bairro SC - UD Oliveirense - FC Paços de Ferreira - GD Peniche - CD Portalegrense - UD Rio Maior - SG Sacavenense - SC Salgueiros - AD Sanjoanense - União de Coimbra - União Lamas - União Madeira - UD Santarém - Vasco da Gama AC - CA Valdevez - Varzim SC | - Fayal SC (Azoren) - SC Ideal (Azoren) - AD Machico (Madeira) |
| Terceira Divisão (95) | | | |
| - SC Alba - CD Alcains - CDR Alferrarede - SC Mineiro Aljustrelense - Almada AC - GDR Alpalhoense - ACR Alvorense - Anadia FC - SC Angrense - Atlético CP - Desportivo Aves - CD Beja - SCE Bombarralense - CF Bucelenses - Atlético Cabeceirense - AC Cacém - Caldas SC - Juventude Campinense - SC Campomaiorense - CD Candal - Carvalhais FC - União Futebol Comércio e Indústria - GD Coruchense - Ermesinde SC | - Esperança Atlético - SC Estela Portalegre - CD Estarreja - Febres SC - FC Infesta - SC Leiria e Marrazes - AD Limianos - FC Lixa - Louletano DC - GS Loures - Lusitano FC Vildemoinhos - Lusitano VRSA - Lusitânia Lourosa - CF Marialvas - GD Mangualde - SC Maria da Fonte - SL Marinha - FC Marco - AC Marinhense - SC Mirandela - FC Mogadourense - Desportivo Monção - Moreirense FC - Naval 1º de Maio | - Odivelas FC - SC Olhanense - SL Olivais - CD Olivais e Moscavide - CD Os Oliveirenses - Clube Oriental de Lisboa - AD Ovarense - CD Paços de Brandão - USC Paredes - CD Pedrulhense - SC Penalva Castelo - CA Pêro Pinheiro - Sporting Pombal - AD Ponte da Barca - GD Prado - CQC Quiaios - Redondense FC - SC Régua - GD Ribeirão - GD Riopele - AR São Martinho - UD Seia - FC Serpa - GD Sesimbra   | - FC Seixal - GD Sendim - Silves FC - URD Tires - FC Tirsense - CD Tondela - CD Torres Novas - CF Trafaria - União de Almeirim - União FC Moitense - União Santiago do Cacém - União de Tomar - SC União Torreense - CF Valadares - GD Valcovense - UD Valonguense - SC Vianense - ID Vieirense - UD Vilafranquense - Vilaverdense FC - SC Vilanovense - Sport Viseu e Benfica - Vitória Lissabon - FC Vizela |
| Bezirke (30) | | | |
| - Beira Mar AC Almada - GD Baira-Mar - CF Benfica - Briosa Pextrafil - SC Castêlo da Maia - SC Celoricense - CD Cerveira - Fiães SC | - CD Gouveia - CD José Alves - SGS Leões Santarém - CD Luso - CA Macedo de Cavaleiros - ACR Maceirinha - CD Maximinense - União de Montemor | - Moura AC - Palmelense FC - Académico Paço - Juventude Pedras Salgadas - Eléctrico Ponte de Sor - GD Sourense - Atlético Riachense - Juventude Scabrosa | - CD Salvaterrense - GD Santacombadense - CRD Soutocico - Tortosendo Benfica - CF Unidos - Estrela Vendas Novas |

## 1. Runde
Die Vereine der Primeira und Segunda Divisão stiegen erst in der 2. Runde ein. Die Spiele fanden am 24. und 25. Oktober 1981 statt.
|                        | Ergebnis  |                                    |
| ---------------------- | --------- | ---------------------------------- |
| Louletano DC           | 5:0       | AD Machico                         |
| FC Serpa               | 2:0       | Fayal SC                           |
| GD Ribeirão            | 0:0 n. V. | Atlético Cabeceirense              |
| Atlético Riachense     | 1:2       | CD Salvaterrense                   |
| CD José Alves          | 3:0       | Juventude Sabrosa                  |
| Caldas SC              | 3:2       | CD Estarreja                       |
| GD Sendim              | 2:1       | SC Maria da Fonte                  |
| CQC Quiaios            | 4:2       | Tortosendo Benfica                 |
| GD Riopele             | 1:1 n. V. | CD Candal                          |
| CF Unidos              | 1:0       | União Futebol Comércio e Indústria |
| CD Olivais e Moscavide | 4:4 n. V. | CD Beja                            |
| Naval 1º de Maio       | 3:2       | CD Gouveia                         |
| SGS Leões Santarém     | 0:2       | CF Benfica                         |
| AD Limianos            | 2:0       | CD Luso                            |
| GD Sourense            | 1:2       | União de Tomar                     |
| CD Os Oliveirenses     | 4:1       | SC União Torreense                 |
| AD Ponte da Barca      | 1:2       | FC Lixa                            |
| Sporting Pombal        | 4:0       | Eléctrico Ponte de Sor             |
| UD Vilafranquense      | 2:0       | ACR Alvorense                      |
| SC Vianense            | 0:1       | Ermesinde SC                       |
| Vilaverdense FC        | 4:3       | FC Infesta                         |
| SC Vilanovense         | 4:0       | GD Prado                           |
| União FC Moitense      | 0:2       | URD Tires                          |
| Sport Viseu e Benfica  | 2:1 n. V. | CD Pedrulhense                     |
| CF Valadares           | 2:1       | AD Ovarense                        |
| UD Seia                | 1:1 n. V. | GD Valcovense                      |
| FC Tirsense            | 0:1       | Moreirense FC                      |
| FC Mogadourense        | 3:0       | CD Paços de Brandão                |
| CD Tondela             | 0:1       | CF Marialvas                       |
| CD Torres Novas        | 1:3       | SC Alba                            |
| CF Trafaria            | 0:0 n. V. | Redondense FC                      |
| SC Ideal               | 0:2       | Juventude Campinense               |
| SC Mirandela           | 5:0       | Desportivo Monção                  |
| SC Castêlo da Maia     | 0:1 n. V. | SC Régua                           |
| SC Campomaiorense      | 2:1       | Lusitano FC Vildemoinhos           |
| CD Cerveira            | 3:1       | Carvalhais FC                      |
| GD Coruchense          | 0:0 n. V. | SL Olivais                         |
| Esperança Atlético     | 1:0       | SC Leiria e Marrazes               |
| Desportivo Aves        | 3:0       | Juventude Pedras Salgadas          |
| CF Bucelenses          | 2:0       | Moura AC                           |
| Briosa Pextrafil       | 0:2       | SL Marinha                         |
| FC Angrense            | 3:1       | SC Mineiro Aljustrelense           |
| GDR Alpalhoense        | 1:0       | SC Estela Portalegre               |
| Atlético CP            | 3:0       | SC Olhanense                       |
| AC Marinhense          | 0:2       | GD Santacombadense                 |
| SCE Bombarralense      | 0:0 n. V. | SC Penalva Castelo                 |
| Beira Mar AC Almada    | 1:2       | CA Pêro Pinheiro                   |
| Estrela Vendas Novas   | 1:2       | Almada AC                          |
| Anadia FC              | 1:2 n. V. | CDR Alferrarede                    |
| Lusitano VRSA          | 3:1       | Palmelense FC                      |
| Palmelense FC          | 3:2       | Clube Oriental de Lisboa           |
| Lusitânia Lourosa      | 1:0       | FC Vizela                          |
| ACR Maceirinha         | 2:2 n. V. | CRD Soutocico                      |
| CD Maximinense         | 4:1       | CA Macedo de Cavaleiros            |
| GD Mangualde           | 1:0       | CD Alcains                         |
| GD Sesimbra            | 2:1       | União de Montemor                  |
| USC Paredes            | 2:1       | AR São Martinho                    |
| Odivelas FC            | 3:2       | GD Baira-Mar                       |
| FC Marco               | 4:1       | SC Celoricense                     |
| FC Seixal              | 2:1       | AC Cacém                           |
| Silves FC              | 1:0       | Vitória Lissabon                   |
| Fiães SC               | 0:0 n. V. | UD Valonguense                     |
| Febres SC              | 4:2       | União de Almeirim                  |
| Académico Paço         | 2:1       | ID Vieirense                       |

### Wiederholungsspiele
|                       | Ergebnis              |                        |
| --------------------- | --------------------- | ---------------------- |
| CRD Soutocico         | 0:1                   | ACR Maceirinha         |
| GD Valcovense         | 2:2 n. V. (4:5 i. E.) | UD Seia                |
| UD Valonguense        | 3:0                   | Fiães SC               |
| SL Olivais            | 2:0                   | GD Coruchense          |
| Redondense FC         | 1:0 n. V.             | CF Trafaria            |
| CD Candal             | 2:1                   | GD Riopele             |
| CD Beja               | 0:1                   | CD Olivais e Moscavide |
| SC Penalva Castelo    | 2:0                   | SCE Bombarralense      |
| Atlético Cabeceirense | 1:2                   | GD Ribeirão            |

## 2. Runde
Die Spiele fanden am 21., 22. November und 1. Dezember 1981 statt.
|                        | Ergebnis  |                          |
| ---------------------- | --------- | ------------------------ |
| FC Seixal              | 1:0 n. V. | GD Chaves                |
| Boavista Porto         | 3:0       | AD Fafe                  |
| Sporting Lissabon      | 3:0       | GS Loures                |
| CF Esperança Lagos     | 3:0       | Louletano DC             |
| União de Coimbra       | 0:5       | União Lamas              |
| União Madeira          | 3:2       | GD da Quimigal Barreiro  |
| SG Sacavenense         | 2:1       | FC Lixa                  |
| UD Rio Maior           | 3:1       | SC Vilanovense           |
| SC Salgueiros          | 2:0       | CD José Alves            |
| GD Santacombadense     | 1:2       | FC Barreirense           |
| GD Ribeirão            | 2:4 n. V. | CF Benfica               |
| CD Salvaterrense       | 3:2       | UD Seia                  |
| FC Paços de Ferreira   | 3:0       | GD Sendim                |
| CF Marialvas           | 0:2       | Benfica e Castelo Branco |
| Oliveira do Bairro SC  | 2:1       | Neves FC                 |
| Caldas SC              | 0:1       | Amarante FC              |
| SC Penalva Castelo     | 0:4       | SC Lusitânia             |
| CQC Quiaios            | 1:0       | USC Paredes              |
| Redondense FC          | 1:0       | CD Candal                |
| SC Espinho             | 2:0       | FC Marco                 |
| CF Valadares           | 1:1 n. V. | Atlético CP              |
| União de Tomar         | 3:1       | SC Beira-Mar             |
| UD Valonguense         | 5:0       | Febres SC                |
| Vilaverdense FC        | 0:0 n. V. | FC Mogadourense          |
| Vitória Setúbal        | 3:0       | UD Vilafranquense        |
| União Leiria           | 3:1       | Sport Viseu e Benfica    |
| Sporting Pombal        | 1:0       | SC Campomaiorense        |
| Sporting Braga         | 2:0       | Ermesinde SC             |
| SC Covilhã             | 1:0       | CA Valdevez              |
| CD Olivais e Moscavide | 2:0       | Gil Vicente FC           |
| SC Farense             | 1:0       | SL Olivais               |
| SL Cartaxo             | 2:3       | Rio Ave FC               |
| O Elvas CAD            | 0:0 n. V. | Vitória Guimarães        |
| CD Cova da Piedade     | 2:1       | SC Alba                  |
| CD Cerveira            | 2:1       | Naval 1º de Maio         |
| Desportivo Aves        | 1:0       | SC Régua                 |
| Esperança Atlético     | 1:2 n. V. | AD Limianos              |
| Amora FC               | 2:0       | Varzim SC                |
| CF Estrela Amadora     | 3:0       | CD Montijo               |
| GD Bragança            | 6:0       | ACR Maceirinha           |
| Belenenses Lissabon    | 2:0       | CD Portalegrense         |
| Académico Paço         | 0:2       | GD Nazarenos             |
| Académica de Coimbra   | 0:1 n. V. | FC Penafiel              |
| Académico de Viseu FC  | 1:0       | CDR Alferrarede          |
| AD Sanjoanense         | 1:0       | RD Águeda                |
| SC Angrense            | 0:2       | Leixões SC               |
| GDR Alpalhoense        | 1:5       | Juventude Évora          |
| FC Famalicão           | 4:0       | CD Os Oliveirenses       |
| Leça FC                | 1:0       | CD Feirense              |
| GD Mangualde           | 1:3       | Benfica Lissabon         |
| Lusitano GC Évora      | 2:0       | UD Oliveirense           |
| SL Marinha             | 1:0       | UD Santarém              |
| Marítimo Funchal       | 3:0       | SC Mirandela             |
| Moreirense FC          | 0:1       | Almada AC                |
| CD Maximinense         | 1:1 n. V. | Nacional Funchal         |
| Lusitano VRSA          | 0:1       | CF Bucelenses            |
| AD Guarda              | 1:3       | Juventude Campinense     |
| FC Porto               | 3:0       | URD Tires                |
| Odivelas FC            | 1:0 n. V. | CA Pêro Pinheiro         |
| Silves FC              | 0:2       | Portimonense SC          |
| GD Peniche             | 2:2 n. V. | Vasco da Gama AC         |
| GC Alcobaça            | 4:1       | CF Unidos                |
| GD Sesimbra            | 1:0       | Lusitânia Lourosa        |
| GD Estoril Praia       | 5:0       | FC Serpa                 |

### Wiederholungsspiele
|                   | Ergebnis |                 |
| ----------------- | -------- | --------------- |
| Vasco da Gama AC  | 2:4      | GD Peniche      |
| Nacional Funchal  | 4:0      | CD Maximinense  |
| Atlético CP       | 3:1      | CF Valadares    |
| FC Mogadourense   | 2:0      | Vilaverdense FC |
| Vitória Guimarães | 6:1      | O Elvas CAD     |

## 3. Runde
Die Spiele fanden am 19. und 20. Dezember 1981 statt.
|                      | Ergebnis  |                          |
| -------------------- | --------- | ------------------------ |
| SC Salgueiros        | 1:2 n. V. | Rio Ave FC               |
| Leça FC              | 2:0       | AD Sanjoanense           |
| SC Covilhã           | 3:0       | União de Tomar           |
| SC Espinho           | 3:0       | SL Marinha               |
| Portimonense SC      | 1:0       | Vitória Setúbal          |
| UD Rio Maior         | 0:1       | CD Cova da Piedade       |
| Redondense FC        | 1:7       | Benfica e Castelo Branco |
| SC Farense           | 3:0       | Amarante FC              |
| SG Sacavenense       | 1:0       | Juventude Campinense     |
| União Leiria         | 4:1       | UD Valonguense           |
| CF Esperança Lagos   | 0:4       | Boavista Porto           |
| CF Estrela Amadora   | 2:1       | União Lamas              |
| GD Bragança          | 3:1       | GD Nazarenos             |
| Vitória Guimarães    | 4:0       | FC Seixal                |
| FC Paços de Ferreira | 0:1 n. V. | Sporting Braga           |
| Sporting Lissabon    | 2:1       | Oliveira do Bairro SC    |
| AD Limianos          | 1:0       | Almada AC                |
| CF Benfica           | 0:3       | Belenenses Lissabon      |
| GD Peniche           | 2:0       | CD Salvaterrense         |
| FC Porto             | 2:0       | União Madeira            |
| FC Penafiel          | 7:1       | CQC Quiaios              |
| FC Barreirense       | 2:2 n. V. | Odivelas FC              |
| FC Famalicão         | 2:2 n. V. | Nacional Funchal         |
| GD Sesimbra          | 2:1       | CD Olivais e Moscavide   |
| GC Alcobaça          | 1:1 n. V. | Atlético CP              |
| Marítimo Funchal     | 3:2 n. V. | GD Estoril Praia         |
| FC Mogadourense      | 0:2       | Benfica Lissabon         |
| Lusitano GC Évora    | 1:3 n. V. | Académico de Viseu FC    |
| SC Lusitânia         | 4:0       | CF Bucelenses            |
| Juventude Évora      | 6:1       | Sporting Pombal          |
| Leixões SC           | 2:1       | Desportivo Aves          |
| Amora FC             | 4:0       | CD Cerveira              |

### Wiederholungsspiele
|                  | Ergebnis |                |
| ---------------- | -------- | -------------- |
| Odivelas FC      | 2:0      | FC Barreirense |
| Atlético CP      | 1:2      | GC Alcobaça    |
| Nacional Funchal | 2:1      | FC Famalicão   |

## 4. Runde
Die Spiele fanden am 9., 10. und 13. Januar 1982 statt.
|                          | Ergebnis  |                       |
| ------------------------ | --------- | --------------------- |
| Belenenses Lissabon      | 1:0       | Académico de Viseu FC |
| Leixões SC               | 1:0       | AD Limianos           |
| GC Alcobaça              | 1:0       | SC Farense            |
| SG Sacavenense           | 1:3       | Rio Ave FC            |
| Sporting Lissabon        | 3:2       | Boavista Porto        |
| União Leiria             | 1:2       | Odivelas FC           |
| GD Sesimbra              | 1:2       | Juventude Évora       |
| Portimonense SC          | 0:0 n. V. | Benfica Lissabon      |
| FC Porto                 | 2:0       | Lusitânia Lourosa     |
| GD Bragança              | 2:0       | CF Estrela Amadora    |
| Benfica e Castelo Branco | 1:0 n. V. | GD Peniche            |
| CD Cova da Piedade       | 0:2       | Sporting Braga        |
| Amora FC                 | 2:1       | Vitória Guimarães     |
| FC Penafiel              | 5:1       | SC Covilhã            |
| Leça FC                  | 1:1 n. V. | SC Espinho            |
| Marítimo Funchal         | 2:1 n. V. | Nacional Funchal      |

### Wiederholungsspiele
|                  | Ergebnis  |                 |
| ---------------- | --------- | --------------- |
| SC Espinho       | 1:0 n. V. | Leça FC         |
| Benfica Lissabon | 1:0       | Portimonense SC |

## Achtelfinale
Die Spiele fanden am 20. und 21. Februar 1982 statt.
|                   | Ergebnis |                          |
| ----------------- | -------- | ------------------------ |
| Benfica Lissabon  | 6:0      | GD Bragança              |
| Juventude Évora   | 1:0      | Odivelas FC              |
| Sporting Lissabon | 1:0      | Belenenses Lissabon      |
| Sporting Braga    | 1:0      | Amora FC                 |
| Leixões SC        | 2:0      | Marítimo Funchal         |
| FC Porto          | 5:1      | SC Espinho               |
| GC Alcobaça       | 1:0      | Rio Ave FC               |
| FC Penafiel       | 3:0      | Benfica e Castelo Branco |

## Viertelfinale
Die Spiele fanden am 14. März 1982 statt.
|                   | Ergebnis  |                  |
| ----------------- | --------- | ---------------- |
| Sporting Lissabon | 3:0       | FC Penafiel      |
| Leixões SC        | 1:3       | Sporting Braga   |
| Juventude Évora   | 1:2       | GC Alcobaça      |
| FC Porto          | 0:1 n. V. | Benfica Lissabon |

## Halbfinale
Die Spiele fanden am 10. April 1982 statt.
|                   | Ergebnis |                  |
| ----------------- | -------- | ---------------- |
| Sporting Lissabon | 2:1      | GC Alcobaça      |
| Sporting Braga    | 2:1      | Benfica Lissabon |

## Finale
| Paarung           | Sporting Lissabon – Sporting Braga |
| Ergebnis          | 4:0 (1:0) |
| Datum             | 29. Mai 1982 |
| Stadion           | Estádio Nacional, Oeiras |
| Schiedsrichter    | Raúl Nazaré |
| Tore              | 1:0 António Oliveira (37.) 2:0 Manuel Fernandes (66.) 3:0 Rui Jordão (71.) 4:0 António Oliveira (86.) |
| Sporting Lissabon | Ferenc Mészáros – Vitorino Bastos, Augusto Inácio, Virgílio Lopes (77. Paulo Meneses), Marinho (62. António Nogueira), Zezinho – Lito, António Oliveira, Ademar Marques – Manuel Fernandes , Rui Jordão Cheftrainer: Malcolm Allison ( England) |
| Sporting Braga    | Valter Onofre – Manuel Guedes, Artur Correia, João Cardoso, Dito – José Carlos (70. Adriano Spencer), José Serra, Vítor Oliveira (62. Fernando Malheiro), Vítor Santos, Chico Faria – Armando Fontes Cheftrainer: Quinito                       |